# Terrick Terrick Park
Terrick Terrick Park är en park i Australien. Den ligger i delstaten Victoria, omkring 200 kilometer norr om delstatshuvudstaden Melbourne. Terrick Terrick Park ligger 145 meter över havet.
Trakten runt Terrick Terrick Park är nära nog obefolkad, med mindre än två invånare per kvadratkilometer..
Trakten runt Terrick Terrick Park består till största delen av jordbruksmark. Genomsnittlig årsnederbörd är 514 millimeter. Den regnigaste månaden är februari, med i genomsnitt 77 mm nederbörd, och den torraste är januari, med 16 mm nederbörd.